# Parioglossus sinensis
Parioglossus sinensis är en fiskart som beskrevs av Zhong, 1994. Parioglossus sinensis ingår i släktet Parioglossus och familjen Ptereleotridae. Inga underarter finns listade i Catalogue of Life.